# Maria Padilha
Maria Padilha Gonçalves (Rio de Janeiro, 8 de maio de 1960) é uma atriz e produtora brasileira. Ela recebeu vários prêmios ao longo de sua carreira, incluindo um Prêmio Shell e três Prêmios Mambembe, além de ter recebido indicações para dois Prêmios Guarani, um Prêmio ACIE, e um Prêmio Qualidade Brasil.
Após estudar teatro no renomado O Tablado, Padilha iniciou sua carreira ainda na década de 1970 atuando na peça Maroquinhas Fru-Fru. Após a peça, ela passou a frequentar grupos de teatro, expandindo seus horizontes na profissão e participando de diversos outros espetáculos. Em 1980 ela atuou na peça O Despertar da Primavera, onde recebeu muitos elogios e venceu o Prêmio Mambembe de revelação do ano. Elogiada pela crítica, ela apenas se popularizou no país quando começou a trabalhar na televisão. Sua estreia ocorreu na novela Água Viva (1980), da TV Globo, onde ela interpretou Beth. Em 1981 venceu seu segundo Prêmio Mambembe, como Melhor Atriz, por seu desempenho na peça Happy End. Ela é fundadora do grupo Pessoal do Despertar, produzindo muitas peças.
Durante a década de 1990, Padilha intensificou seus trabalhos na televisão, tornando-se uma das atrizes mais populares do país. Em 1991 esteve no elenco principal da novela O Dono do Mundo como a socialite Karen. Em 1994 protagonizou a peça A Falecida, pela qual foi aclamada pela crítica e venceu muitos prêmios, incluindo o Prêmio Shell de melhor atriz. Na televisão, ela ainda se destacou como a sentimental Stella em Anjo Mau (1997), a autoritária Dinorá em O Cravo e a Rosa (2000), a destemida Hilda em Mulheres Apaixonadas (2003), a perua Leonor Berganti em Cinquentinha (2009) e a doce Diva Celeste em Lado a Lado (2012).
Nos cinemas, ela também atuou em muitos filmes pelos quais recebeu muitos prêmios. Em 1982 fez seu primeiro filme, interpretando uma estudante numa participação especial em Das Tripas Coração. Em 1995 atuou no filme de comédia Sábado, pelo qual recebeu sua primeira indicação ao Prêmio Guarani de Melhor Atriz Coadjuvante. Em 1997 protagonizou ao lado de Murilo Benício e Chico Díaz o filme de ação Os Matadores, pelo qual ela foi eleita Melhor Atriz no Miami Brazilian Film Festival e recebeu sua segunda indicação ao Prêmio Guarani. Em 2008 protagonizou o drama Praça Saens Peña, e pelo retrato de uma mulher pobre ela recebeu o Troféu Calunga de Melhor Atriz pelo Festival de Recife. Voltou a protagonizar um filme em 2012, País do Desejo, que embora não tenha sido bem recebido pela crítica, lhe rendeu o prêmio de melhor atriz pelo Festival Guarnicê de Cinema.

## Carreira
Nasceu no Rio de Janeiro em 8 de maio de 1960. Começou sua carreira de atriz atuando em peças infantis. Fez inúmeros trabalhos no teatro, cinema e televisão e foi capa da revista Playboy em março de 1994. Na TV destacou-se em novelas da Rede Globo como Água Viva, Mico Preto, O Dono do Mundo, Anjo Mau, O Cravo e a Rosa, Mulheres Apaixonadas e Lado a Lado.
Quando cursava o Colégio Andrews começou a fazer aulas de teatro no O Tablado com Louise Cardoso. Nesse mesmo ano participou de uma montagem da peça Maroquinhas Fru-Fru de Maria Clara Machado com direção de Wolf Maya.
Em 1978 começou a cursar a Escola de Desenho Industrial da UERJ, a ESDI. Nesse mesmo ano fez um curso de um ano no Teatro dos Quatro com Sérgio Britto, Amir Haddad, Hamilton Vaz Pereira e Eric Nielsen. Foi quando a profissão de atriz entrou nos seus horizontes.
No final de 1978, Maria foi convidada para atuar numa adaptação do texto A Revolução dos Bichos de George Orwell: As quatro patas no poder com direção de Clóvis Levi. Ali Maria encontrou Miguel Falabella e Paulo Reis. Os três adoravam a peça O Despertar da Primavera, de Frank Wedekind, e começaram a tentar montar o espetáculo. Em paralelo, com Miguel e outros atores, convidou Marília Pêra, que nunca havia dirigido teatro antes, para dirigir A Menina e o Vento.
Em 1979 trancou a faculdade. Estreou A Menina e o Vento em abril e O Despertar da Primavera em outubro, montagem que entrou por 1980. Neste momento decide viver do ofício. Além do teatro, começou a dar aulas no Colégio Andrews, com Falabella, onde montou clássicos como O Tempo e os Conways de J. B. Priestley, Sonho de uma Noite de Verão de Shakespeare e Ubu-Rei de Alfred Jarry. No final de 1979, foi convidada para fazer a telenovela Água Viva de Gilberto Braga.
Pela atuação em O Despertar da Primavera, Maria foi finalista do Prêmio Mambembe como Atriz Revelação. A montagem foi um imenso sucesso e o grupo ganhou o nome de O Pessoal do Despertar. Maria atuava e produzia os espetáculos junto com a companhia. Em 1981 foi finalista do Mambembe como Melhor Atriz pelo trabalho na peça Happy End de Bertold Brecht e Kurt Weill. Em 1982 o grupo encenou A Tempestade de Shakespeare e ainda durante a temporada foi convidada por Ivan Albuquerque e Rubens Corrêa para participar, no Teatro Ipanema, da peça Quero, o primeiro texto para teatro de Manoel Puig.
A parceria com O Pessoal do Despertar durou até 1984. O grupo tinha, além de Falabella e Maria, Paulo Reis, Daniel Dantas, Fábio Junqueira, Rosane Gofman, Ângela Rebello e Zezé Polessa entre outros. O grupo montou também O Círculo de Giz Caucasiano, de Bertolt Brecht.
Na década de 1980 continuou  atuando em espetáculos dirigidos por grandes nomes da cena teatral: As you like it, de Shakespeare e A Bandeira dos 5 mil réis de Geraldo Carneiro, direções de Aderbal Freire Filho, Amor por Anexins de Arthur Azevedo dirigida por Luiz Antônio Martinez Corrêa, Lucia McCartney de Rubem Fonseca direção de Miguel Falabella. Nos anos 1990, atuou em La Ronde de Arthur Schnitzler dirigida por Ulisses Cruz, em O Mercador de Veneza, quando Maria reencontrou Amir Haddad e As Três Irmãs de Tchecov com direção de Enrique Diaz.
Em 1994 produziu e atuou na montagem da peça A Falecida de Nelson Rodrigues. Sob a direção de Gabriel Villela foi indicada ao Prêmio Shell e ganhou os prêmios Sharp e Sated de melhor atriz.
No ano de 1995, Maria fez o curso The Actor and the Text ministrado por Cicely Berry, na Royal Shakespeare Company em Stratford-upon-Avon.
De 1999 a 2001 assumiu a direção artística do Teatro Glória no Rio de Janeiro. Lá co-produziu muitas montagens teatrais e criou diversos projetos, entre eles um ciclo de leituras de textos escritos nos anos da ditadura militar no Brasil.
Em 2000 interpreta uma de suas personagens mais marcantes na teledramaturgia brasileira, a interesseira Dinorá em O Cravo e a Rosa, novela das seis de Walcyr Carrasco para a Rede Globo. Na trama, sua personagem era casada com Cornélio (Ney Latorraca), filha de Josefa (Eva Todor) e irmã do vilão Heitor (Rodrigo Faro). A novela foi sucesso em audiência. 
Ainda como produtora, Maria tem uma longa lista de realizações, incluindo O Mercador de Veneza de Shakespeare, A Falecida de Nelson Rodrigues. Em 2003 e 2004 concebeu o projeto Amor em Tempos de Guerra com o diretor inglês Paul Heritage, Gringo Cardia e o grupo Afroreggae: dois textos de Shakespeare, Antonio e Cleópatra e Medida por Medida, no Teatro Leblon e nas áreas conflagradas de Vigário Geral e Parada de Lucas, Rocinha e Cantagalo. O projeto instalou um período de trégua na guerra do tráfico desses locais.
A estreia no cinema se deu em Das Tripas Coração, (1982), da cineasta Ana Carolina. Em 1995, chegou às telas a comédia Sábado de Ugo Giorgetti. Em 1998, ganhou o Prêmio de Melhor Atriz no Festival de Miami e o de Melhor Atriz Coadjuvante no Festival de Cinema de Natal, pela atuação no filme Os Matadores, dirigido por Beto Brant. Em 2009, conquistou o Prêmio de Melhor Atriz no Festival de Cinema de Pernambuco por Praça Saens Peña de Vinicius Rei. Em 2012 o de Melhor Atriz no Festival de Cinema do Maranhão, com o filme País do Desejo de Paulo Caldas que coproduziu.
Em 2012, esteve presente no elenco da telenovela Lado a Lado, vencedora do Emmy Internacional, dando vida à Diva Celeste. Em 2015 voltou à teledramaturgia a contive de João Emanuel Carneiro em A Regra do Jogo, novela das nove da Rede Globo, interpretando Claudine.

## Vida pessoal
Maria Padilha Gonçalves nasceu no Rio de Janeiro em 8 de maio de 1960, filha do médico Antar Padilha Gonçalves e de Maria Noêmia, professora de História do Brasil. Ainda criança, Maria gostava de brincar de teatro e criava para a família histórias cheias de improvisação, com cenário, gelo seco e figurinos.
Estudou na Escola Americana, que tem por tradição estimular o interesse pelas artes cênicas, ali participou de várias montagens colegiais. O contato com o teatro propriamente dito se deu por intermédio da prima Gisela, que cursava O Tablado e ensaiava uma peça dirigida por Maria Clara Machado com Wolf Maya e Sura Berditchevsky no elenco. Maria foi a um ensaio e ficou encantada.

## Filmografia

### Televisão
| Ano     | Trabalho                                   | Personagem                     | Notas                                | Emissora      |
| ------- | ------------------------------------------ | ------------------------------ | ------------------------------------ | ------------- |
| 1980    | Água-Viva                                  | Elisabeth Pires da Mota (Beth) |                                      | TV Globo      |
| 1983    | Bandidos da Falange                        | Kátia                          |                                      | TV Globo      |
| 1983    | Eu Prometo                                 | Reny Romani                    |                                      | TV Globo      |
| 1984    | Marquesa de Santos                         | Imperatriz Leopoldina          |                                      | Rede Manchete |
| 1988    | Olho por Olho                              | Marina                         |                                      | Rede Manchete |
| 1990    | Mico Preto                                 | Amanda Menezes Garcia          |                                      | TV Globo      |
| 1991    | O Dono do Mundo                            | Karina Dumont / Karen          |                                      | TV Globo      |
| 1992    | Anos Rebeldes                              | Maria Satamini                 |                                      | TV Globo      |
| 1992    | Você Decide                                | Mônica                         | Episódio: "Morte em Vida"            | TV Globo      |
| 1993    | O Mapa da Mina                             | Giovana Alcântara              |                                      | TV Globo      |
| 1994    | Confissões de Adolescente                  | Drª. Regina de Assis           | Episódio: "O Maior"                  | TV Cultura    |
| 1995    | Decadência                                 | Sônia Tavares Branco           |                                      | TV Globo      |
| 1995    | Cara & Coroa                               | Bruna                          |                                      | TV Globo      |
| 1996    | Colégio Brasil                             | Nair                           |                                      | SBT           |
| 1997    | Anjo Mau                                   | Stela Medeiros Fachini         |                                      | TV Globo      |
| 1998    | Sai de Baixo                               | Carolina                       | Episódio: "Vavá viu Viagra"          | TV Globo      |
| 1998    | Labirinto                                  | Sílvia                         |                                      | TV Globo      |
| 1998    | Você Decide                                | Mônica                         | Episódio: "Minhas Caras Amigas"      | TV Globo      |
| 1999    | Você Decide                                | Mônica                         | Episódio: "Madame Sussu"             | TV Globo      |
| 1999–00 | Malhação                                   | Alberta Gonzaga                | Temporada 6                          | TV Globo      |
| 2000    | O Cravo e a Rosa                           | Dinorá de Moura Valente        |                                      | TV Globo      |
| 2002    | Os Normais                                 | Mara                           | Episódio: "Horrivelmente Normal"     | TV Globo      |
| 2002    | O Quinto dos Infernos                      | Emengarda Cauper               |                                      | TV Globo      |
| 2003    | Mulheres Apaixonadas                       | Hilda Moraes Sampaio Vianna    |                                      | TV Globo      |
| 2007    | Toma Lá, Dá Cá                             | Marli Matoso                   | Episódio: "A Mais Bela Casada"       | TV Globo      |
| 2007    | Paraíso Tropical                           | Marisa                         | Episódios: "5–12 de março"           | TV Globo      |
| 2009    | Cinquentinha                               | Leonor Berganti                |                                      | TV Globo      |
| 2011    | Insensato Coração                          | Marlene Valdez                 | Episódios: "25–26 de fevereiro"      | TV Globo      |
| 2011    | A Grande Família                           | Regina                         | Episódio: "Os Diferenciados"         | TV Globo      |
| 2012    | Lado a Lado                                | Diva Celeste                   |                                      | TV Globo      |
| 2015    | A Regra do Jogo                            | Claudine Lacont                |                                      | TV Globo      |
| 2020    | Rua do Sobe e Desce, Número que Desaparece | Marta                          |                                      | Canal Brasil  |
| 2022    | Bom Dia, Verônica                          | Carmem Molina                  | Episódio: "O Silêncio das Inocentes" | Netflix       |
| 2024    | Justiça 2                                  | Silvana Rebouças               |                                      | Globoplay     |
| 2024    | O Som e a Sílaba                           | Angelina                       |                                      | Disney +      |
| 2025    | Vale Tudo                                  | Laurita Vargas                 | Episódio: "5 de abril"               | TV Globo      |

### Cinema
| Ano  | Título                | Personagem                | Notas          |
| ---- | --------------------- | ------------------------- | -------------- |
| 1982 | Das Tripas Coração    | Estudante                 |                |
| 1986 | Vento Sul             | Vanessa                   |                |
| 1988 | Land                  | Lucy                      | Curta-metragem |
| 1992 | Os Bigodes da Aranha  | Loira elegante            | Curta-metragem |
| 1994 | Boca                  | Maria Luiza               |                |
| 1995 | Sábado                | Magda, a diretora de arte |                |
| 1997 | Os Matadores          | Helena                    |                |
| 1999 | Zoando na TV          | Maria Lúcia               |                |
| 2008 | Fim da Linha          | Júlia                     |                |
| 2008 | Praça Saens Peña      | Teresa                    |                |
| 2012 | País do Desejo        | Roberta                   |                |
| 2016 | Histórias de Alice    | Sarah (aos 45 anos)       |                |
| 2018 | O Candidato Honesto 2 | Mariza Valente            |                |
| 2024 | Doce Família          | Verônica Estrela          |                |

## Teatro
- 1975 - Maroquinhas Fru-Fru
- 1976 - Pipocas de Papiro
- 1978 - As Quatro Patas no Poder
- 1978 - O Rapto das Cebolinhas
- 1979 - A Menina e o Vento
- 1979 - O Despertar da Primavera
- 1981 - Happy End
- 1982 - Quero
- 1982 - Tempestade
- 1983 - O Círculo do Giz Caucasiano
- 1983 - Apenas Bons Amigos
- 1985 - Uma Peça Como Você Gosta
- 1986 - Amor Por Anexins
- 1986 - A Bandeira dos Cinco Mil Réis
- 1987 - Lúcia McCartney
- 1989 - Lulu
- 1989 -  Esse é o ano que é
- 1991 - La Ronde
- 1992 - No Coração do Brasil
- 1994 - A Falecida
- 1996 - O Mercador de Veneza
- 1999 - As Três Irmãs
- 2001 - Mão Na Luva
- 2005 - Antonio & Cleópatra
- 2008 - Cordélia Brasil
- 2011 - A Escola do Escândalo
- 2018 - Diários do Abismo
- 2024 - Um Jardim para Tchekhov[15]

## Prêmios e indicações
| Ano  | Prêmio                                           | Categoria                                          | Nomeação                 | Resultado |
| ---- | ------------------------------------------------ | -------------------------------------------------- | ------------------------ | --------- |
| 1980 | Troféu Mambembe                                  | Melhor Atriz Revelação                             | O Despertar da Primavera | Venceu    |
| 1981 | Troféu Mambembe                                  | Melhor Atriz                                       | Happy End                | Venceu    |
| 1982 | Troféu Mambembe                                  | Melhor Espetáculo (com Grupo Pessoal do Despertar) | A Tempestade             | Venceu    |
| 1994 | Prêmio SATED/RJ                                  | Melhor Atriz                                       | A Falecida               | Venceu    |
| 1994 | Prêmio Sharp de Teatro                           | Melhor Atriz                                       | A Falecida               | Venceu    |
| 1994 | Prêmio Shell                                     | Melhor Atriz                                       | A Falecida               | Venceu    |
| 1996 | Prêmio Guarani do Cinema Brasileiro              | Melhor Atriz Coadjuvante                           | Sábado                   | Indicada  |
| 1998 | Brazilian Film Festival of Miami                 | Melhor Atriz                                       | Os Matadores             | Venceu    |
| 1998 | Festival Internacional Cinema de Natal           | Melhor Atriz Coadjuvante                           | Os Matadores             | Venceu    |
| 1998 | Prêmio Guarani de Cinema Brasileiro              | Melhor Atriz Coadjuvante                           | Os Matadores             | Indicada  |
| 2009 | Troféu Calunga do Cine PE – Festival Audiovisual | Melhor Atriz                                       | Praça Saens Peña         | Venceu    |
| 2010 | Prêmio ACIE de Cinema                            | Melhor Atriz                                       | Praça Saens Peña         | Indicada  |
| 2010 | Prêmio Arte Qualidade Brasil                     | Melhor Atriz Coadjuvante de Minissérie             | Cinquentinha             | Indicada  |
| 2012 | Festival Guarnicê de Cinema                      | Melhor Atriz                                       | País do Desejo           | Venceu    |